# Tepelen
Tepelen (en albanais Tepelenë ou Tepelena, ce qui signifie "La Colline") est une municipalité du sud de l'Albanie, située sur la Vjosa.
La ville est le chef-lieu du district de Tepelenë.

## Historique
La ville tombe aux mains des Ottomans au XVe siècle.
Au XXe siècle, les installations militaires italiennes de la Seconde Guerre mondiale près de Tepelen ont été réaménagées par les autorités communistes en camp de déportation pour les opposants politiques et leurs familles.
Entre 1945 et 1954, 2500 prisonniers y ont vécu dans des conditions terribles de manque de nourriture et d'hygiène, de violence systématique de la part des gardes, de pression psychologique extrême et de propagande. 
En 2014, il s'est tenu sur le site du camp une conférence conjointe de la Fondation Konrad Adenauer et de l'Institut d'études sur les crimes et les conséquences du communisme (Instituti i Studimeve për Krimet dhe Pasojat e Komunizmit, ISKK).

## Personnalités

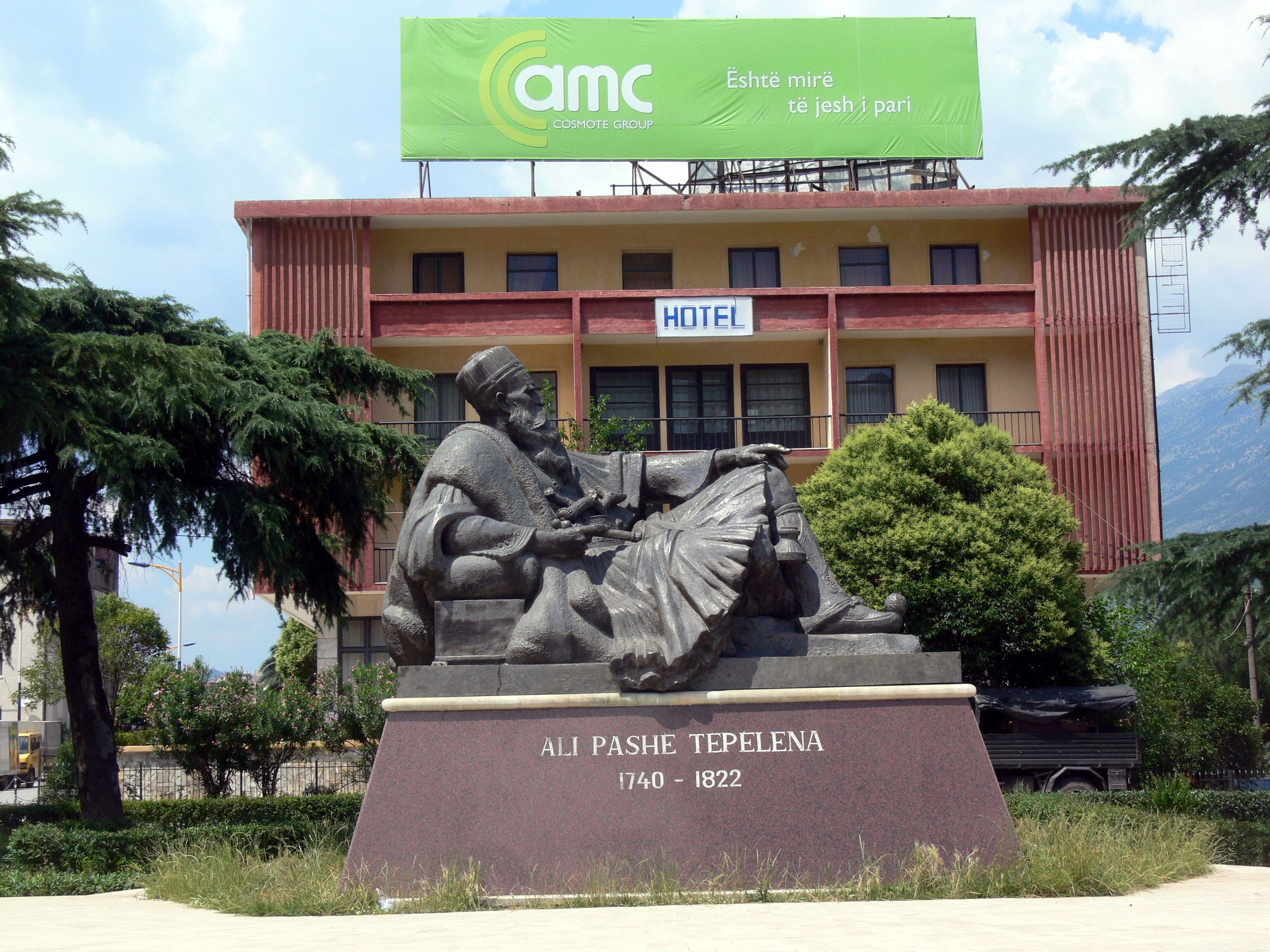
Monument à Ali Pacha.

Elle est le lieu de naissance d'Ali Pacha de Janina et de la pédagogue, écrivaine et chercheuse Majlinda Nana Rama.